# Anatoli Jakowlewitsch Solowjow
Anatoli Jakowlewitsch Solowjow (russisch Анатолий Яковлевич Соловьёв; * 16. Januar 1948 in Riga, Lettische SSR) ist ein ehemaliger sowjetischer und russischer Kosmonaut. Er ist verheiratet und hat zwei Söhne.

## Ausbildung
Solowjow schloss die Luftfahrthochschule „Leninscher Komsomol“ in Tschernigow 1972 ab. Daraufhin wurde er Pilot im östlichsten Militärbezirk der Sowjetunion.

## Kosmonaut
1976 entschloss er sich, eine Kosmonautenausbildung zu beginnen. Nachdem er in den engeren Kreis der zukünftigen Kosmonauten aufgenommen worden war, begann 1979 sein spezielles Kosmonautentraining. Er wurde für Missionen mit dem Raumschiff Sojus-T sowie für die Raumstationen Saljut-7 und Mir ausgebildet. Ab 1981 nahm er daraufhin an fünf Missionen teil, die ihn auch auf die Raumstationen führten.
Solowjow verbrachte während seiner fünf Weltraumexpeditionen zwischen 1988 und 1998 insgesamt 82 Stunden 22 Minuten im freien Raum – mehr als jeder andere Astronaut bisher. Er führte während seiner fünf Weltraumflüge 16 Weltraumspaziergänge durch. Solowjows Weltraumflüge führten alle zur Raumstation Mir. Im Laufe seiner fünf Missionen verbrachte Solowjow insgesamt 651 Tage im Weltraum. Seine letzte Mission endete mit der Landung von Sojus TM-26 am 19. Februar 1998. Er war außerdem Teil der Crew der Atlantis, welche das erste Docking eines Space-Shuttles durchführte. Dies war außerdem das erste Mal, dass eine Shuttle-Crew im Orbit wechselt.

## Auszeichnungen
- Leninorden
- Medaille „Goldener Stern“
- Orden der Oktoberrevolution,
- Orden der Völkerfreundschaft sowie sechs andere militärische Auszeichnungen